# Silent Hills
Silent Hills (дословно c англ. Тихие холмы) — отменённая компьютерная игра, которая разрабатывалась Kojima Productions под руководством голливудского режиссёра Гильермо дель Торо и геймдизайнера Хидэо Кодзимы; игра должна была стать девятой частью серии Silent Hill. При создании главного героя была использована внешность актёра Нормана Ридуса. Игра базировалась на движке Fox Engine. Демоверсия проекта под названием P.T., появившаяся на выставке Gamescom 2014 в Кёльне, повествовала о безымянном герое, попавшем во временную петлю в доме, населённом призраками.
Выпуск играбельного тизера привёл к всеобщему признанию со стороны критиков, которые отметили клаустрофобическую атмосферу, гипнотическое погружение в мир игры и реалистичное графическое исполнение. P.T. был скачан более миллиона раз. Однако внутренний конфликт в Konami привёл к увольнению Кодзимы и прекращению отношений с другими ключевыми фигурами разработки. В конечном итоге игра была отменена издателем, вызвав тем самым массовое недовольство среди игроков и профильной прессы.

## Разработка

### Концепция и производственный процесс
В августе 2012 года в сервисе Twitlonger появилась запись Хидэо Кодзимы, который сообщил, что к неторопливому темпу Silent Hill отлично подошёл бы его новый движок, позволивший показать монстров, отличающихся крайне детализированным видом. Кодзима выразил надежду, что кто-нибудь реализует его фантазию. Месяц спустя в телефонном разговоре президент Konami предложил Хидэо, создателю серии игр Metal Gear, возглавить разработку нового выпуска сериала Silent Hill. Кодзима отметил, что с радостью бы принял это предложение и использовал наработки движка, над созданием которого работала его команда в то время. Он посчитал, что у сериала Silent Hill «есть своя атмосфера» и «я был бы рад продлить её существование, пронаблюдав за её разработкой или предложив технологии движка FOX». В то же время Кодзима заявил, что он «трусоват, когда дело доходит до ужасов» и не уверен, что сможет осилить создание хоррора. Он выразил надежду, что «есть определённые виды ужасов, которые может создать только пугливый человек». Ещё в апреле 2014 года Кодзима в твиттере писал, что хотел бы сделать игру с участием таких актёров, как Норман Ридус и Райан Гослинг. Масахиро Ито, дизайнер монстров в предыдущих играх Silent Hill, выразил своё желание присоединиться к проекту, если у него будет такая возможность.
Первоначально было доподлинно неизвестно, что означала «s» в конце названия. Обозреватели предполагали, что это возможно намёк на два проекта, перезагрузка в альтернативной реальности, обозначение нескольких итераций города в рамках одной игры, или цифра «5». Сам Кодзима подтвердил, что окончание указывает на множественное число. Наименование 7780s Studio, под именем которой был анонсирован проект, также содержало загадку. 7780 — это площадь префектуры Японии Сидзуока, чьё название переводится как «Тихие Холмы». Акира Ямаока, композитор серии, не подтверждал, и не опровергал факта своего участия в проекте. Он сообщал, что поклонники прислали ему «гору писем», которые он прочёл. Он также отмечал, что был бы счастлив принять участие в Silent Hills. Некоторые его комментарии намекали на шедшие переговоры между ним и студией. Акира считал, что игра могла изменить хорроры как жанр. Пресса также в качестве вероятного кандидата выдвигала Людвига Форсселла. Над проектом должен был работать создатель манга-хорроров Дзюндзи Ито, однако по его личным признаниям он даже не начал рисовать монстров. Никаких материалов по игре не осталось. Ни черновиков, ни эскизов. Хидэо также предлагал поучаствовать в проекте Клиффу Блезински, но он отказался.
Разработчики пообещали, что игра выйдет по-настоящему жуткой и будет значительно отличаться от того, что было показано в демоверсии. Хидэо счел, что в настоящий момент не делают действительно страшные игры. «Изначально мы хотели сделать такую игру, от которой вы обмочили бы штаны. Теперь наша цель — заставить вас в них наложить», — сказал Кодзима и добавил, что в коллекционное издание проекта добавят пару штанов. Дель Торо, познакомившийся с Хидэо за несколько лет до анонса Silent Hills, заявлял, что собирается превратить игру в главный проект своей жизни. Идеи для игры Кодзима и Гильермо обсуждали в офисе, в Токио. Точная роль режиссёра в проекте не была известна, однако по некоторым предположениям, дель Торо был ответственен за создание дизайна монстров. Некоторые из придуманных идей он впоследствии обнаружил в The Last of Us. Ридус подарил главному герою голос, с него же происходила и съёмка захвата движения. Его появление должно было открыть франшизу для совершенно новой аудитории.
Отзывы об интерактивном тизере были настолько положительны, что Кодзима задумался о том, что нужно сделать с полноценной Silent Hills. По косвенным сведениям известно, что после анонса работа над игрой едва велась — Kojima Productions требовалось собрать обширный штат сотрудников, начиная от программистов и заканчивая дизайнерами, концептуальными художниками и аниматорами. Описание некоторых вакансий намекало на наличие в проекте оружия и боссов. В игре планировалось использовать вид как от первого, так и от третьего лица. Игра приблизительно должна была быть выпущена в 2016 году. Проект разрабатывался для платформы PlayStation 4. В феврале 2015 года в испанском разделе магазина Fnac для предзаказа стала доступна версия Xbox One, хотя официального анонса на иные платформы объявлено не было. Разработчики размышляли над использованием эпизодической модели распространения конечного продукта.

### Маркетинг и промоушен
На Gamescom 2014 на пресс-конференции Sony для платформы PlayStation 4 был анонсирован хоррор P.T.. Разработчики, именующие себя как 7780s Studio, выпустили в PlayStation Store демоверсию игры, которую назвали «первым в мире интерактивным тизером». В ней игрок встречался с различными паранормальными явлениями, в том числе маленьким кровавым существом, шумно дышащим в раковине. Главный герой попадал в петлю времени между 23:59 и полночью, и исследовал мрачный дом, состоящий из практически одинаковых помещений, незначительно отличающихся друг от друга. Подсказки и намеки в игре были записаны на разных языках. Это было сделано для того, чтобы игроки разных стран разгадывали головоломки сообща. Последняя загадка была намеренно максимально сложной, чтобы как можно дольше сохранить в секрете новую часть серии. В радиотрансляции, которую игрок мог слышать на шведском языке, сообщалось, что в игре будут фигурировать пришельцы.
   
Участники проекта: Хидэо Кодзима, Гильермо дель Торо и Норман Ридус
Только пройдя демо до конца можно было увидеть анонс новой части Silent Hill от Хидэо Кодзимы и Гильермо дель Торо, с Норманом Ридусом — актёром, известным по сериалу «Ходячие мертвецы», в качестве главного героя. В ролике было показано, как мужчина пешком пробирается по тихой, туманной городской улице. В финале было продемонстрировано настоящее название проекта — Silent Hills, которое появлялось под музыкальную тему «Silent Hill» Акиры Ямаоки. О находке первой сообщила пользовательница сервиса Twitch под ником SoapyWarpig, которая выложила видео с прохождением. Кодзима был удивлён с какой скоростью был разгадан завуалированный анонс — менее чем за полдня, когда как он считал, что у фанатов на это уйдёт от недели до несколькх месяцев. Интерактивный тизер намеренно сделали проще, чтобы история об инди-разработчиках казалась более правдоподобной. Создатели специально снизили общее качество исполнения. Вместо первоначальной задумки — развалин, в качестве основной локации был использован коридор: «Я хотел, чтобы люди ощутили страх, будучи не в состоянии выбраться из мира, в котором нет почти никакой информации на экране», — сообщал Хидэо. P.T. был скачан более миллиона раз.
В интерактивном тизере P.T. содержался ряд намеков на серию Silent Hill. Среди них — тараканы, фигурировавшие в первой, второй и шестой частях; радио, которое в классической серии шумит при приближении монстров; дыра в ванной комнате и общая зацикленность действия, отсылающие к событиям, происходящим с Генри Тауншендом; плачущий эмбрион, намекающий как на «Голову-ластик», так и рождение бога в конце третьей части; призрак по имени Лиза, тёзка одного из центральных персонажей первой части серии; индикатор сохранения, напоминающий крайне упрощённую версию знака Halo of the Sun. На Tokyo Game Show 2014 Konami продемонстрировала новое концептуальное видео проекта. В ролике протагонист находился в тесном коридоре, встречал человека с отрезанной головой, кишащей насекомыми (предположительно Лизу из P.T.), и, спасаясь от монстра с огромной рукой, спускался в подвал. На презентации показали ролик, в котором дель Торо рассуждал о будущем проекте. На одном из постеров к игре был изображен лес. Вокруг него возникло много гипотез. Однако в итоге выяснилось, что никакого подтекста она не содержала — просто один из разработчиков вышел на задний двор и сделал фотографию.

### Отмена проекта
В марте 2015 года появился слух о том, что Хидэо Кодзима покидает Konami из-за увольнения. Его имя исчезло со всех промоматериалов Metal Gear Solid V: Ground Zeroes и он пропал из списка высокопоставленных сотрудников корпорации. Вскоре после этого Кодзима сообщил, что его работа над Metal Gear будет продолжена, не упоминая ни слова о судьбе Silent Hills. Он покинул свой пост с первого апреля, а его контракт с Konami в качестве внештатного служащего закончился в декабре. Происходящее стало признаком «плохих и не подлежащих восстановлению отношений». Анонимный источник из Kojima Productions сообщил GameSpot, что разногласия между Kojima Productions и Konami привели к закрытию в студии доступа в Интернет, почте и корпоративным телефонам. Композитор Рика Муранака поведала, что причиной раздора стали неоправданные траты — раздутый бюджет, задержки выхода и многочисленные доработки игр. По другой версии Кодзима настолько увлёкся Silent Hills, что перестал заниматься MGSV. Питер Браун отметил, что разработка Silent Hills продолжится и без именитого геймдизайнера, поскольку сама игра — часть сделки между дель Торо и Konami, а не Кодзимой. Логотип Kojima Productions исчез с официального сайта игры, на что Konami сообщила, что это связано с реорганизацией самого офиса.
Портал Cyberland сообщил, что несмотря на сохранение прав на франшизу за Konami, Хидэо не позволит использовать в игре свой движок Fox Engine, из-за чего Silent Hills якобы отменена. Отчасти этот слух подтвердил Гильермо дель Торо во время проведения San Francisco International Film. Фотокорреспондент Мэтт Хакни процитировал режиссёра в своём твиттере: «Она не выйдет, и это разбивает моё жирное сердце» (англ. It's not gonna happen and that breaks my greasy heart). Оскорблённые игроки отправляли Konami изображение со стратегией компании с надписью — «Fuck Hideo Kojima. Fuck Metal Gear. Fuck Silent Hill. Fuck it. Fuck you». Актёр Норман Ридус также подтвердил отмену проекта: «Ужасно огорчен, я ведь действительно этого очень ждал. Надеюсь, работу над ним возобновят. Простите». Нарушив молчание, Konami заявила, что с Ридусом кончился контракт и издатель продолжит развивать серию, но «находящийся в зачаточной стадии проект Silent Hills» не будет иметь продолжения. Впрочем, компания не исключала участие Кодзимы и дель Торо в будущих проектах. Все теории и домыслы игроков о странностях Р. Т., и то, каким образом это могло повлиять на полноценную игру, остались без ответа.
P.T. был удалён из PlayStation Store 29 апреля 2015 года без объяснения причин. Konami не могла дать комментарий, будут ли стабильно работать уже установленные версии игры. Позже файлы P.T. окончательно были удалёны из серверов PlayStation, что сделало невозможным её загрузку на консоль даже из «Библиотеки игр». Сразу после исчезновения тизера на Ebay появились консоли PS4 с предустановленной P.T. по цене в полторы тысячи долларов (тысячу фунтов). Множество фанатов серии были огорчены отменой игры. Была создана петиция, обращенная к Хидэо Кодзиме и Гильермо дель Торо, с просьбой продолжить разработку Silent Hills. По состоянию на 4 мая 2015 года её подписали 75 000 человек, в дальнейшем — около 190 000. Страницу создал немец по имени Йовени Зинкевич, призывающий авторов выйти с проектом на Kickstarter. К воскрешению проекта взывали и разработчики из Coffee Stain Studios. Подписал петицию и сам дель Торо. В популярном YouTube-шоу The Know была сообщена инсайдерская информация о переговорах между Konami и Microsoft. Якобы последние хотели купить законченную на 80 % игру и права на франшизу за несколько миллиардов долларов. Руководитель Xbox Фил Спенсер опроверг эти слухи. «Мне жаль, но это неправда. Не знаю, откуда появился этот слух, но не хочу никого вводить в заблуждение», — писал он.

## Реакция

Скриншот из P.T. Женский силуэт по центру изображения — призрак по имени Лиза. Главный герой не может погибнуть от её нападения, но она способна отбросить игрока на начало уровня

### Отзывы
Множество обозревателей отметили, что схожий анонс Хидэо Кодзима проделывал с проектом The Phantom Pain. Само событие фактически «взорвало новостные ленты», вызвав всеобщее удивление и ликование. Обозреватель «Игромании» Илья Логунов писал: «Кодзима, вы снова это сделали. Браво». Другой сотрудник того же издания, Захар Бочаров, назвал анонс Silent Hills главным событием выставки gamescom 2014: «Честно говоря, до конца не верится до сих пор». Обозреватели отметили, что у серии и проектов Дель Торо есть много общего: он сможет создать атмосферу ужаса и заселить город чудовищными порождениями подсознательного. По ожиданиям критиков, Хидэо мог поработать с зоной комфорта, которая хорошо была обыграна в Silent Hill 4: The Room, а также связать проект с социальными сетями. Роб Гроссли, сотрудник GameSpot, считал игру грандиозным маркетинговым проектом. Эрик Кейн, сотрудник журнала Forbes, поддержал это мнение, написав, что P.T. стала самым умным маркетинговым трюком в истории видеоигр.
После появления игры ресурс Digital Spy относил тизер к категории лучших игр последнего времени. Объявленный с фанфарами, он маскировался под демку от неизвестного разработчика. Своеобразный маркетинговый ход создал множество шума среди поклонников франшизы. Мэттью Рейнольдс был очарован проектом, сложным и ужасающим. Повторяющийся характер игры позволяет быстро знакомиться с каждым последующим уровнем. Нагнетая напряжённость, игрок ожидает от каждой новой петли новых сюрпризов. Появление Лизы — противника, перед которым игрок беззащитен, навевает воспоминания как о некоторых элементах классических Silent Hill, так и хорроров типа Amnesia. Ограниченное пространство заставляет игрока прочувствовать собственную уязвимость. По направленности игра является больше головоломкой, чем survival horror. Визуальный стиль и тонкое повествование P.T. сравнивали с «Сумеречной зоной».
Критик газеты Metro, назвав P.T. интерактивной прелюдией, был удивлён появлением тизера, в особенности после коммерчески провальных проектов серии. Он похвалил качество графики и заявил, что движок Fox Engine вызывает «ужасно убедительное» чувство реализма. Сотрудники GamesRadar в шутку присудили игре награду «Лучший тролль» (англ. Best Troll Award). P.T., охарактеризованный в качестве самодостаточной хардкорной головоломки, был назван игрой августа по версии GameSpot, хоррором года по версии Giant Bomb, страшнейшей игрой года по мнению Bloody Disgusting. Артем Малышев счёл, что анонс P.T. получился уровнем Half-Life 3. Синдзи Миками заявил, что во время прохождения ощутил истинный «чистейший ужас». В преддверии удаления тизера, Анастасия Бунчук, обозреватель Stopgame, советовала всем опробовать игру — «Как-никак, страшилка само по себе получилась знатная». Попытавшись сотворить проект мечты, взяв в команду величайшие умы отрасли, Konami оставила игрокам только смесь тревоги и разочарования. По мнению Адама Додда, странное решение издателя уничтожило серию, оказавшую монументальное влияние на жанр и заслужившую право вновь стать актуальной.
В 2020 году, подводя итоги десятилетия 2010—2019, «Игромания» поставила P.T. на 1-е место в списке лучших хорроров десятилетия.

### Наследие
Надувные привидения из P.T. были добавлены в арсенал Биг Босса в Metal Gear Solid V. Лиза также встречается в игре. Интерактивный тизер был воспроизведён пользователем под ником Trislux в Minecraft. Эта версия включала в себя двери, открывающиеся и закрывающиеся сами по себе, тёмные фигуры и кропотливую планировку дома. Ещё одна вариация была создана пользователем Dudelcraft. На Xbox One появлялась пародия на демоверсию под названием R.T., созданная в Project Spark. В тизере этого проекта в эпизодической роли испуганного игрока снялся Николас Кейдж. Дизайнер уровней Джонатан Валиерс (англ. Jonathan Vallieres) за два с половиной месяца перенёс проект на Unreal Engine 4.
На PC, Mac и Linux игра в несколько упрощённой версии была портирована Фарханом Куреши. На неё ушло 104 часа непрерывной работы. В 2018 году появился ещё один порт, разработанный 17-летним энтузиастом под ником Qimsar на базе технологии Unreal Engine 4 с использованием ассетов оригинального релиза, которые были извлечены из консольной версии игры. На порт ушло 150 часов работы. Представители Konami связались с разработчиком, после чего проект был удалён. Создателю ремейка P.T. в качестве извинения предложили стажировку в трёх офисах Konami.
Играбельный тизер экранизировала группа энтузиастов Oddest of the Odd. P.T. вдохновил инди-команду Lilith Ltd на создание хоррора Allison Road. Игра также повлияла на Layers of Fear. После отмены Silent Hills Кодзима и дель Торо начали работу над новым проектом, однако от создания игр дель Торо отказался, памятуя неудачу с inSane и закрытие THQ. Предполагаемое возгорание штаб-квартиры Konami в сентябре 2015 года некоторые пользователи расценили как кару за отмену Silent Hills и увольнение Кодзимы.
12 августа 2022 года бывшая сотрудница Konami Перл Ляй призналась, что имела непосредственное отношение к выпуску P.T. Она отвечала за работу с внутренними студиями компании и внешние связи. Ей пришлось звонить Sony с требованием снять игру-тизер с продажи и заблокировать повторные загрузки в PlayStation Store. Это было огромным разочарованием для сотрудников, которые многое сделали для релиза. Решение начальства Ляй объяснить не смогла: «Потому что Konami». Дель Торо на 8-летие отреагировал кратко: F.K. («Fuck Konami»). Даже спустя годы он не переставал выражать своё разочарование, как и другие поклонники. Кодзима добавил отсылку на проект в трейлере своей новой игры OD, он вставил буквы ATAMI на лицо немецкого актера Удо Кира. Атами — это город, расположенной в префектуре, которая в переводе означает Тихий холм.